# 5822 Masakichi
5822 Masakichi eller 1989 WL är en asteroid i huvudbältet som upptäcktes den 21 november 1989 av de båda japanska astronomerna Tsutomu Hioki och Shuji Hayakawa i Okutama. Den är uppkallad efter Masakichi Hioki, far till en av upptäckarna.